# الحجلة (رواية)
الحجلة (بالإسبانية: Rayuela)‏ رواية للكاتب الأرجنتيني خوليو كورتاثر، صدرت عام 1963، وتعد من أهم أعمال أدب أمريكا اللاتينية. وهي بطريقة أو بأخرى خلاصة تجربة حياة كاملة تمت كتابتها تحت إغراء نقل هذه التجربة إلى الكتب. ذلك كان رد كورتاثر لدى سؤاله عن ما تمثله له رواية الحجلة. وجدير بالذكر أن رواية الحجلة من الأعمال المركزية في حركة البووم الأدبية. فهي واحدة من بين الأعمال التي يتميز أسلوبها بالتنوع حتى وصل إلى الأسلوب السريالي في بعض الأجزاء. واعتبر ذلك نوعا في الغرابة، لأن السيريالية الأدبية لم تكن قد انتشرت بعد أو اكتسبت جماهيرية.

## روابط خارجية
- الحجلة على موقع الموسوعة البريطانية (الإنجليزية)